# Visème
Un visème est l'un de plusieurs sons de la parole qui se ressemblent, par exemple lors de la lecture labiale.
Un visème peut correspondre à plus d'un phonème. En effet, certains phonèmes peuvent être réalisés avec la même posture faciale. Par exemple, les trois phonèmes /k, g, ŋ/ correspondent au visème /k/ et les trois phonèmes /p, b, m/ correspondent au visème /p/. Les mots pain, bain et main sont donc difficiles à distinguer pour ceux qui lisent sur les lèvres. Par contre, il y a des mots pour lesquels les visèmes permettent de les distinguer plus facilement que permettent les phonèmes. Certains linguistes affirment qu'on utilise les phonèmes et les visèmes pour mieux saisir la parole et ils ont montré que la compréhension est pire si l'un de ces deux modes est absent (Effet McGurk). 
Les domaines du traitement de la parole, de la reconnaissance automatique de la parole, et de l'animation du visage font usage de l'étude de visèmes.